# Франсуа, Тайриз
Тайриз Джей Франсуа (англ. Tyrese Jay Francois) — австралийский футболист, полузащитник клуба «Уиган Атлетик».

## Клубная карьера
Франсуа — воспитанник клуба «Камбен Тайгерс». В 2013 году Тайзриз подписал контракт с английским «Фулхэмом», где начал выступать за молодёжный состав. 27 августа 2019 года в поединке Кубка лиги против «Саутгемптона» Франсуа дебютировал за основной состав. 23 мая 2021 года в матче против «Ньюкасл Юнайтед» он дебютировал в английской Премьер-лиге. По итогам сезона клуб вылетел в Чемпионшип, но игрок остался в команде и спустя год помог ей вернуться обратно. В 2022 году Франсуа на правах аренды перешёл в хорватский «Горица». 3 сентября в матче против «Вараждина» он дебютировал в чемпионате Хорватии. 26 октября в поединке против сплитского «Хайдука» Тайриз забил свой первый гол за «Горицу». По окончании аренды игрок вернулся в «Фулхэм». 
В начале 2024 года Франсуа был арендован датским «Вайле». 19 февраля в матче против «Орхуса» он дебютировал в датской Суперлиге. 

## Международная карьера
В 2022 году в составе олимпийской сборной Австралии Франсуа принял участие в молодёжном чемпионате Азии в Узбекистане. На турнире он сыграл в матчах против команд Кувейта, Ирака, Иордании, Туркменистана, Саудовской Аравии и Японии.